# Kleine Mittweida
Die Kleine Mittweida ist ein linker Nebenfluss der Großen Mittweida im sächsischen Erzgebirge.

## Verlauf
Der Bach entspringt aus mehreren Quellen im Gebiet zwischen Taufichtig und Dreiberg. Wie die nahezu parallel verlaufende Große Mittweida fließt er am Nordhang des Keilberg-Fichtelberg-Massivs nach Norden ab. Über große Strecken hat er ein tiefes Tal in den Gneisglimmerschiefer eingeschnitten. Er weist im Oberteil auf etwa 5 km Lauflänge eine Höhendifferenz von 300 m und damit ein Gefälle von 6 % auf. Knapp 200 m vor dem Unterbecken des Pumpspeicherwerks Markersbach mündet er von links in die Große Mittweida.

## Besonderheiten
Im 16. Jahrhundert wurden jährlich bis zu 1000 Klafter Holz aus den Wäldern am Fichtelberg talabwärts geflößt. Nach Erschöpfung der Wälder an der Großen Mittweida wurde die Flöße 1579 an die Kleine Mittweida verlegt. Da die Flößerei nur bei starkem Anschwellen des Wasserlaufs möglich war, übernahm der Schulmeister diese Aufgabe mit. Die Schüler hatten dann schulfrei.
Die Kleine Mittweida ist eines der wenigen Fließgewässer in Sachsen, die direkt zur Trinkwassergewinnung genutzt werden. Hierzu wurde ein Trinkwasserschutzgebiet von etwa 950 Hektar eingerichtet. Die Aufbereitung des Wassers erfolgt durch den Zusatz von Calciumhydroxid zur Verbesserung des pH-Wertes sowie durch UV-Bestrahlung zur Desinfektion.